# Чемпионат Канады по регби
Чемпионат Канады по регби (англ. Canadian Rugby Championship) — любительский турнир по регби-15, ежегодно проводимый среди канадских клубов. Несмотря на любительский статус соревнования, лига является высшим дивизионом канадского регби. Чемпионат частично финансируется Международным советом регби. За главный трофей чемпионата — кубок Мактайера — борются четыре команды, которые представляют различные регионы страны. Регулярный сезон проходит в августе—сентябре, никакие дальнейшие раунды не проводятся.
Чемпионат стартовал в 2009 году по инициативе Rugby Canada — регулирующего регбийного органа Канады. С каждым годом число матчей, проводимых в рамках лиги, увеличивается. Таким образом, формат соревнования меняется с каждым новым сезоном. На данный момент руководителем лиги является Горд Снеддон.

## История

### Северная Америка 4
В 2006 году при поддержке Международного совета регби был открыт турнир Северная Америка 4 (NA4). Чемпионат должен был способствовать развитию игры на континенте. Первенство рассматривалось и как дополнительная возможность попасть в сборную для талантливых игроков. В турнире играли по 2 команды из США и Канады.

### Чемпионат Америки
7 сентября 2009 года Международный совет вынес решение о ликвидации СА4 и создании нового чемпионата, в котором должны были играть команды из Канады, США и Аргентины. Во втором сезоне в играх чемпионата приняла участие сборная Тонга.
Для определения канадской команды, которая будет играть в чемпионате Америки, руководители Rugby Canada учредили чемпионат Канады — на международной арене Канаду должны были представить первый и второй клубы турнира. По итогам первого сезона была созвана команда Canada Selects. Тренер сборной Киран Кроули укомплектовал команду исключительно игроками чемпионата Канады.

### Чемпионат Канады
В первом сезоне 2009 года было проведено шесть игр в рамках одного круга. Чемпионом становился коллектив, набравший наибольшее количество очков. В следующем сезоне состоялось также шесть встреч. Однако на этот раз был проведён финальный матч, в котором встретились две сильнейшие команды основного этапа. Хозяином решающей игры выступил лидер регулярного сезона.
В 2011 году формат проведения снова изменился. Было проведено 10 игр, то есть каждая из четырёх команд провела пять матчей. Команды Западной конференции сыграли по три матча дома и по два в гостях, в то время как команды с востока страны дважды принимали гостей и трижды играли на выезде. В 2012 году использовалось обратное расписание, и в этот раз восточные клубы имели преимущество в один домашний матч.

## Формат
Чемпионат разделён на две стадии: предсезонную и основную. В рамках предсезонной части клубы играют выставочные матчи с другими командами, часто не представляющими чемпионат. Предсезонная часть не влияет на определение победителя сезона, поэтому команды могут отказаться от участия на данном этапе.
Регулярный сезон проводится с середины августа по сентябрь. Кубок Мактайера достаётся клубу, набравшему наибольшее количество очков в играх сезона. На данный момент каждая команда проводит пять матчей в рамках одного розыгрыша. 
Система распределения очков в Канаде совпадает с большинством аналогов других чемпионатов:
- 4 очка присуждается за победу,
- 2 — за ничью,
- 0 — за поражение,
- 1 бонусное очко получает команда, которая сумела занести 4 и более попыток в одной игре,
- 1 бонусное очко получает команда, потерпевшая поражение с разницей, не превышающей 7 очков.

### Награды
По итогам каждого сезона определяется лучший игрок. В жюри награды входят все тренеры команд-участниц, а также представитель национальной федерации.

### Вещание
Чемпионат не сотрудничает ни с одной из крупных вещательных компаний. Тем не менее, часть команд осуществляет прямые трансляции своих игр. Единственным матчем лиги, показанным по канадскому телевидению, стал финал 2010 года, который показала компания CBC Television.

## Кубок
| Команда                     | Победы |
| --------------------------- | ------ |
| «Онтарио Блюз»              | 3      |
| «БК Беарз» / «Пасифик Тайи» | 1      |
| «Рок»                       | 1      |

Кубок Мактайера был создан в 1988 году и изначально предназначался победителю Канадской суперлиги. После того, как турнир был закрыт, кубок перешёл во владение чемпионата Канады.